# 沖縄女子短期大学

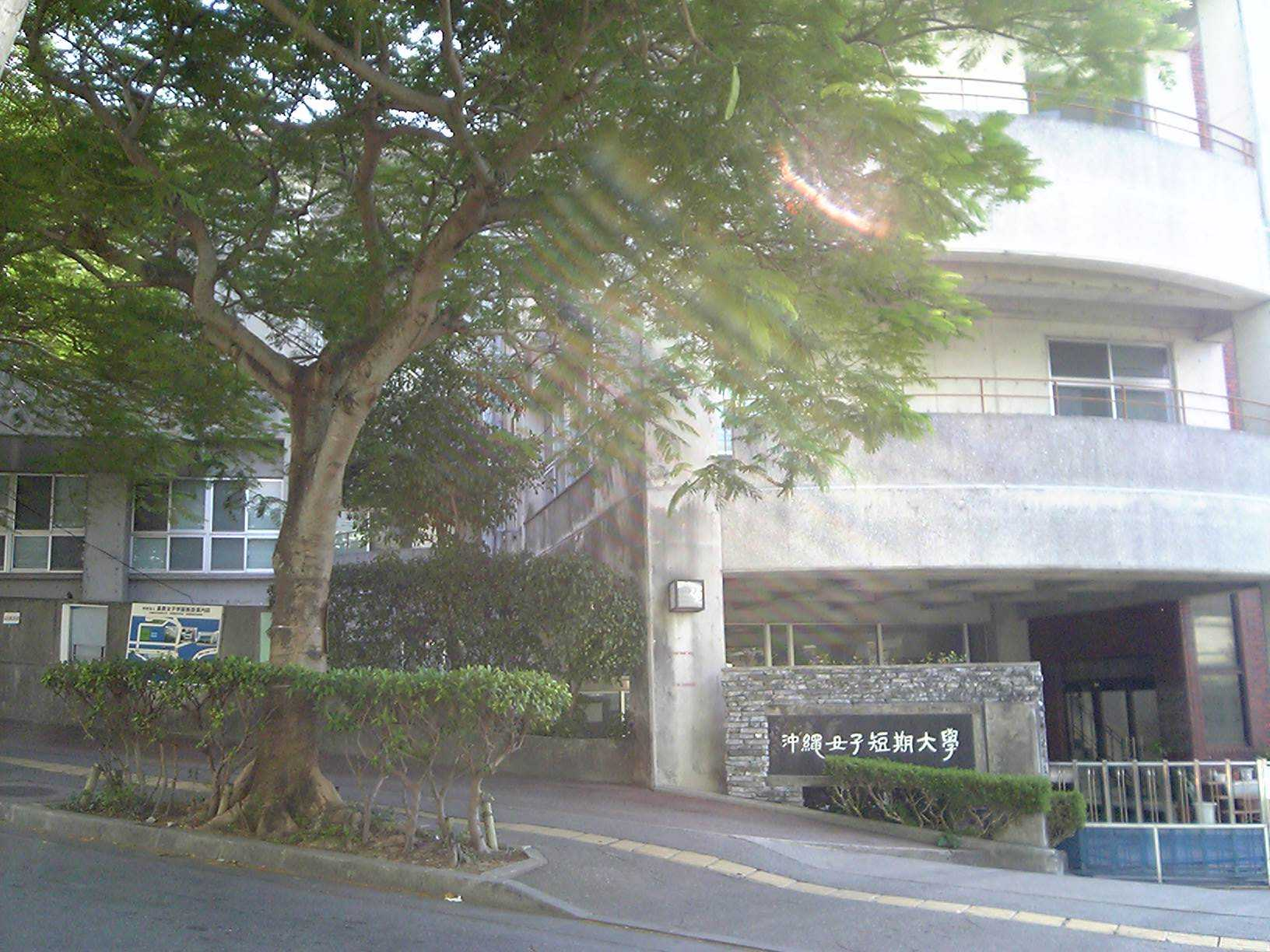
移転前の旧キャンパス（那覇市）

沖縄女子短期大学（おきなわじょしたんきだいがく、英語: Okinawa Women's Junior College）は、沖縄県島尻郡与那原町東浜1番地に本部を置く私立短期大学。1966年大学設置。大学の略称は沖女（おきじょ）、女子短（じょしたん）、OWJC。

## 概観

### 大学全体
- 沖縄県島尻郡与那原町に所在する日本の私立短期大学で、設置主体は学校法人嘉数女子学園[1]。
- 1966年に琉球政府の下で開学し[2]、現在は総合ビジネス学科と児童教育学科の2学科5コースを有する。
- 大学名に「女子」と冠しているが、現在は全学科とも男子も入学できる[3]。

### 建学の精神（校訓・理念・学是）
- 沖縄女子短期大学における建学の精神は「しらゆりの如く　気品と強さがあり　知性豊かで　愛情あふれる人を教育する」となっている。

### 学風および特色
- 歴史のある大学、卒業生16,769名（2023年3月現在）
- 卒業後の進路選択肢が幅広く就職以外にも4年制大学への編入学実績も多数あり
- 小規模大学ならではのアットホームな学風

## 沿革
- 1966年
  - 3月30日 左記を以て琉球政府より短期大学の設置が認可される。[4]。
  - 4月1日 琉球政府の学校教育法の下、那覇市字国場494（現在の長田2丁目）に沖縄女子短期大学として以下の学科体制にて開学[注 2]。
    - 家政科第二部 入学定員50名
    - 英語商業科
      - 第一部 入学定員50名
      - 第二部 入学定員50名
- 1968年
  - 5月1日 学生数[8]/定員
    - 第一部 97[注釈 1]/200
    - 第二部 161[注釈 1]/100
- 1969年
  - 4月1日 以下の学科を増設する[9]。
    - 児童教育科
      - 第一部 入学定員50名
      - 第二部 入学定員50名
- 1971年
  - 宮島長純が2代目学長に就任。
  - 5月1日 学生数[10]/定員
    - 873[注釈 1]/★
- 1972年
  - 5月15日 沖縄の復帰に伴う文部省関係法令の特別措置に関する政令により、日本の学校教育法による短期大学として認可される[注 3]。なお、学科体制は以下の通りとなっている[注 4]。
    - 家政科第二部 入学定員50名
    - 英語商業科
      - 第一部 入学定員50名
      - 第二部 入学定員50名

    - 児童教育科
      - 第一部 入学定員50名
      - 第二部 入学定員50名

  - この年度をもって英語商業科を商業科に改称[注 5]。
- 1973年
  - 5月1日 学生数[16]/定員
    - 英語商業科
      - 第一部 127[注釈 1]/100[注釈 2]
      - 第二部 42[注釈 1]/100

    - 児童教育科
      - 第一部 297[注釈 1]/100
      - 第二部 185[注釈 1]/100

    - 家政科第二部 78[注釈 1]/100
- 1974年
  - 4月1日 児童教育科第二部の修業年限を従来の2年から3年に変更[注釈 3]。
- 1975年
  - 5月1日 学生数[19]/定員
    - 家政科第二部 58[注釈 1]/100
    - 商業科 
      - 第一部 137[注釈 1]/100
      - 第二部 35[注釈 1]/100

    - 児童教育科
      - 第一部 509[注釈 1]/100
      - 第二部 208[注釈 1]/150
- 1976年
  - 5月1日 学生数[20]/定員
    - 家政科第二部 25[注釈 1]/100
    - 商業科 
      - 第一部 72[注釈 1]/100
      - 第二部 17[注釈 1]/100

    - 児童教育科
      - 第一部 348[注釈 1]/100
      - 第二部 274[注釈 1]/150
- 1977年
  - 安里彦紀が4代目学長に就任。
  - 5月1日 学生数[21]/定員
    - 家政科第二部 12[注釈 1]/100
    - 商業科 
      - 第一部 ？[注 6]/100
      - 第二部 3[注釈 1]/100

    - 児童教育科
      - 第一部 324[注釈 1]/100
      - 第二部 157[注釈 1]/150
- 1978年
  - 4月1日 以下の学科については、この年度で学生募集を最終とする[注 7]。
    - 家政科第二部
    - 商業科第二部　

  - 5月1日 学生数[25]/定員
    - 家政科第二部 0[注釈 1]/100
    - 商業科 
      - 第一部 54[注釈 1]/100
      - 第二部 0[注釈 1]/100

    - 児童教育科
      - 第一部 479[注釈 1]/100
      - 第二部 268[注釈 1]/150
- 1983年
  - 1月17日 以下の学科・専攻については左記をもって正式に廃止とする[注 8]。
    - 商業科第二部
    - 家政科第二部
- 1984年
  - 砂川朝信が5代目学長に就任。
- 1985年
  - 5月1日 学生数[31]/定員
    - 商業科 237[注釈 1]/100
    - 児童教育科
      - 第一部 245[注釈 1]/100
      - 第二部 360[注釈 1]/150
- 1986年
  - 5月1日 学生数[32]/定員
    - 商業科 256[注釈 1]/100
    - 児童教育科
      - 第一部 320[注釈 1]/100
      - 第二部 346[注釈 1]/150
- 1987年
  - 5月1日 学生数[33]/定員
    - 商業科 319[注釈 1]/100
    - 児童教育科
      - 第一部 418[注釈 1]/100
      - 第二部 323[注釈 1]/150
- 1992年
  - 5月1日 学生数[注 9]/定員
    - 商業科 348[注釈 1]/100
    - 児童教育科
      - 第一部 327[注釈 1]/100
      - 第二部 260[注釈 1]/150
- 1993年
  - 福地孝が6代目学長に就任。
- 1999年
  - 玉城政光が7代目学長に就任。
  - 5月1日 学生数[36]/定員
    - 商業科 254[注釈 1]/100
    - 児童教育科
      - 第一部 319[注釈 1]/100
      - 第二部 193[注釈 1]/150
- 2003年
  - 4月1日 児童教育学科第二部に男子学生の入学が可能となる[37]。
- 2004年
  - 4月1日 全学科男子の入学可能になる[38]。商業科を総合ビジネス学科に改組[39]。
- 2008年
  - 4月1日 以下の学科については、この年度で学生募集を最終とする[注 10]。
    - 児童教育学科
      - 第一部
      - 第二部
- 2009年
  - 4月1日 この年度より、児童教育学科の各課程を以下の通り改組する[40]。
    - 第一部→昼間主コース 入学定員115名[注釈 4]。
    - 第二部→夜間主コース 入学定員10名[注釈 4]。
- 2011年
  - 4月1日 以下、入学定員の変更あり[42]。
    - 総合ビジネス学科 50→60
    - 児童教育学科昼間主コース 115→165

  - 同 以下については、この年度で学生募集を最終とする[注 11]。
    - 児童教育学科夜間主コース
- 2012年
  - 3月31日 以下については左記をもって正式に廃止とする[43]。
    - 児童教育学科
      - 第一部
      - 第二部
- 2014年
  - 鎌田佐多子が10代目学長に就任。
  - 児童教育学科夜間主コースが正式に廃止★。
- 2015年
  - 現在地に移転。
- 2016年
  - 創立50周年記念式典。
- 2017年
  - 鎌田佐多子が学長再選。
- 2019年
  - 平田美紀が11代目学長に就任。
- 2020年
  - 平田美紀が学長再選。
  - 4月1日 以下、入学定員増あり[44]。
- 2023年
  - 金城靖子が12代目学長に就任。

## 基礎データ

### 所在地
- 沖縄県島尻郡与那原町東浜1番地

※1966年の開学から使用した那覇キャンパス（那覇市長田二丁目2番21号）は老朽化のため2015年に使用を停止し、現在の与那原町東浜へ新築移転し、2015年10月より使用を開始している。

### 象徴
- 右記資料も参照のこと[注 12]。

### 交通アクセス
- バス
- 30番線　泡瀬東線「与原」バス停下車　徒歩8分。
- 36、37、38、338、39/339、191番線「与那原町役場入口」バス停下車　徒歩18分。

自動車
- 駐車場が完備されており、自家用車で通学する学生が多い。※事前登録制

## 教育および研究

### 組織

#### 学科
- 総合ビジネス学科 入学定員70名[1]
  - ビジネス心理コース
  - 観光ホスピタリティコース
- 児童教育学科 入学定員200名[1]
  - 初等教育コース　※主に小学校教諭になるためのコース
  - 心理教育コース　※保育士・幼稚園教諭になるためのコース
  - 福祉教育コース　※保育士・幼稚園教諭になるためのコース

##### 過去の学科体制
- 商業科
  - 第一部→商業科→総合ビジネス学科
  - 第二部[注釈 5]
- 家政科第二部[注釈 5]
- 児童教育学科
  - 第一部[注釈 4]→昼間主コース→児童教育学科
  - 第二部[注釈 4]→夜間主コース 入学定員10名[注 13]

##### 取得資格について
資格
- 保育士：児童教育学科

教職課程
- 小学校教諭二種免許状：児童教育学科　※初等教育コースのみ
- 幼稚園教諭二種免許状：児童教育学
- 中学校教諭二級免許状
  - （社会）商業科[48]及び同第一部[49]・第二部[49]
  - （家庭）家政科第二部[49]

### 研究
- 『沖縄女子短期大学紀要』[50]

## 学生生活

### 部活動・クラブ活動・サークル活動
- 沖縄女子短期大学のクラブ活動（サークル活動）
  - 体育系：女子サッカー部（2016年4月創部）、空手サークル、バスケットボールサークル・バレーボールサークルほか
  - 文化系：児童文化研究サークル・軽音サークルほか

### 学園祭
- 沖縄女子短期大学の学園祭は「沖女祭」と呼ばれ毎年、概ね11月に行われている。

## 施設

### キャンパス
- 本館
- 図書館
- 体育館
- サークル棟
- グラウンド
- 駐車場
- 学食ラウンジ
- 売店

## 対外関係

### 地方自治体との協定
- 与那原町及び与那原町教育委員会

### 他校との協定

#### 日本
- 放送大学
- 沖縄県立知念高等学校（高大連携）

#### アメリカ
- ハワイ大学コミュニティカレッジ

### 姉妹校
- 岐阜女子大学

## 社会との関わり
- 公開講座が行われている。
- 津波時における避難施設として指定されている

## 卒業後の進路について

### 就職について
- 総合ビジネス学科（旧・商業科含む）：琉球銀行・第一生命保険・コマツ・三協アルミニウム工業・アイフル・佐川急便・キヤノン・石垣市役所ほか
- 児童教育科
  - 第一部：小学校・幼稚園教諭に就く人が少なからずいる。
  - 第二部：保育所や幼稚園など児童関連が多いものとなっている。

### 編入学・進学実績
- 岐阜女子大学、琉球大学、沖縄国際大学、沖縄大学、その他国内大学

### 男子学生が存在するまたはしていた女子短大一覧
- 霧島女子短期大学[注 14]
- 別府女子短期大学[注 15]
- 東九州女子短期大学[注 16]
- 中京女子大学短期大学部[注 17]
- 高知女子大学保育短期大学部[注 18]
- PL学園女子短期大学[注 19]
- 東北女子短期大学[注 20]
- 佐賀女子短期大学[注 21]
- 奈良文化女子短期大学[注 22]